# Cap dera Sèrra (Naut Aran)
El Cap dera Sèrra és una muntanya de 2.248 metres que es troba al municipi de Naut Aran, a la comarca de la Vall d'Aran.